# Gare de Manosque - Gréoux-les-Bains
La gare de Manosque - Gréoux-les-Bains est une gare ferroviaire française située sur le territoire de la commune de Manosque, à proximité de Gréoux-les-Bains, dans le département des Alpes-de-Haute-Provence, en région Provence-Alpes-Côte d'Azur.

## Situation ferroviaire
La gare est située au point kilométrique 339,907 de la ligne de Lyon-Perrache à Marseille-Saint-Charles (via Grenoble). Son altitude est de 329 mètres.

## Historique
La section de ligne entre Pertuis et Volx est mise en service le 8 juillet 1872.

## Fréquentation
De 2015 à 2023, selon les estimations de la SNCF, la fréquentation annuelle de la gare s'élève aux nombres indiqués dans le tableau ci-dessous.
| Année     | 2015    | 2016    | 2017    | 2018    | 2019   | 2020   | 2021   | 2022   | 2023    |
| --------- | ------- | ------- | ------- | ------- | ------ | ------ | ------ | ------ | ------- |
| Voyageurs | 131 216 | 126 035 | 137 799 | 110 502 | 90 904 | 44 366 | 72 003 | 89 993 | 104 623 |

## Service des voyageurs

### Desserte
Elle est desservie par les trains TER PACA (relation de Briançon à Marseille-Saint-Charles).

### Trafic
En 2015, la gare a accueilli 74 909 personnes.